# North Miami Beach
North Miami Beach é uma cidade localizada no estado americano da Flórida, no condado de Miami-Dade. Foi incorporada em 1926.

## Geografia
De acordo com o United States Census Bureau, a cidade tem uma área de 13,9 km², onde 12,5 km² estão cobertos por terra e 1,4 km² por água.

### Localidades na vizinhança
O diagrama seguinte representa as localidades num raio de 8 km ao redor de North Miami Beach.

## Demografia
Segundo o censo nacional de 2010, a sua população é de 41 523 habitantes e sua densidade populacional é de 3 319,3 hab/km². Possui 16 402 residências, que resulta em uma densidade de 1 311,15 residências/km².

## Geminações
A cidade de North Miami Beach é geminada com as seguintes municipalidades:
- San Pedro Sula, Cortés, Honduras
- Lucca, Toscana, Itália
- Migdal, Distrito Norte, Israel
- Sosúa, Puerto Plata, República Dominicana
- Gonaïves, Artibonite, Haiti
- Tabarre, Oeste, Haiti
- La Chapelle, Artibonite, Haiti
- Acra, Grande Acra, Gana
- Pingzhen, Condado de Taoyuan, Taiwan